# Tony Tallarico
Tony Tallarico, né à New York le 20 septembre 1933 et mort le 6 janvier 2022, est un dessinateur de comics et illustrateur de romans pour la jeunesse américain.

## Biographie
Tony Tallarico naît en 1933 à New York. Après des études en art il commence une carrière de dessinateur de comics au début des années 1950. Il travaille pour plusieurs éditeurs dont Charlton Comics et dans les années 1960 Gilberton Publications. Il est ensuite engagé par Dell Comics où il crée avec Don Arneson le personnage de Lobo, le premier héros noir d'un comics publié par une maison d'édition généraliste. Il dessine aussi des histoires publiées par Charlton. Il travaille ensuite avec le dessinateur Bill Fraccio sur des histoires publiées par Warren Publishing. En 1973, il quitte le monde des comics pour se consacrer à l'illustration de romans pour la jeunesse.